# Lindsley Register
Lindsley Register is een Amerikaanse actrice, filmregisseuse, filmproducente en scenarioschrijfster.

## Biografie
Register werd geboren en groeide op in de Blue Ridge Mountains in het zuidwesten van Virginia, in een gezin van vier kinderen. Zij studeerde aan de Liberty University in Lynchburg waar zij in aanraking kwam met het acteren met het spelen in toneelstukken. Zij studeerde af in theaterwetenschap, en na haar studie besloot zij fulltime actrice te worden.
Register begon in 2012 met acteren in de korte film Check Yes, waarna zij nog meerdere rollen speelde in films en televisieseries.

## Filmografie

### Films
Uitgezonderd korte films.
- 2020 Scorn - als Zoey Webster
- 2019 Juanita - als Candice
- 2018 Pink - als dronken vrouw
- 2017 Extraordinary - als Allison
- 2017 Unbridled - als Stacy
- 2016 Chronology - als Lisa Pond
- 2016 God's Compass - als Jane
- 2015 Altar Egos - als Holly
- 2015 Uncommon - als Melissa
- 2015 Tell Me Anything - als Stacy

### Televisieseries
Uitgezonderd eenmalige gastrollen.
- 2016-2021 The Walking Dead - als Laura - 21 afl.
- 2017-2018 Six - als Dharma Caulder - 15 afl.

### Filmproducente
- 2020 Scorn - film
- 2015 Morsus - korte film
- 2015 Ave Maria - korte film

### Filmregisseuse
- 2015 Morsus - korte film

### Scenarioschrijfster
- 2015 Morsus - korte film
- 2015 Ave Maria - korte film